# Julien Camellini
Julien Camellini, né le 7 janvier 1984, est un coureur cycliste français. Spécialiste du VTT, il est notamment champion d'Europe de descente en 2003.

## Palmarès en VTT

### Championnats du monde
- Vail 2001
  -  Médaillé d'argent de la descente juniors
- Lugano 2003
  - 9e de la descente
- Les Gets 2004
  - 7e de la descente
- Fort William 2007
  - 7e de la descente
- Val Di Sole 2008
  - 8e de la descente

### Coupe du monde
Coupe du monde de descente
- 2007 : 10e du classement général, un podium à Maribor
- 2008 : 10e du classement général, un podium à Maribor

### Championnats d'Europe
- Vars 2000
  -  Médaillé d'argent de la descente juniors
- Livigno 2001
  -  Médaillé d'argent de la descente juniors
- Graz 2003
  -  Champion d'Europe de descente
- Wałbrzych 2004
  -  Médaillé de bronze de la descente
- Commezzadura 2005
  - 6e de la descente
- Hafjell 2010
  - 6e de la descente

### Championnats de France
- 2002
  - 3e de la descente
- 2007
  - 2e de la descente
- 2008
  - 2e de la descente